# Heron din Alexandria
Heron din Alexandria (greacă: Ήρων ο Αλεξανδρεύς) (c. 10 - 70 d.Hr.) a fost un matematician, enciclopedist și inginer grec ce a trăit în Alexandria, Egipt, Imperiul Roman.
A fost descris prin statutul de cel mai mare experimentator al Antichității și ca reprezentatant al tradiției științifice eleniste .

## Biografie
Despre viața acestui om nu se cunosc detalii, în ciuda faptului că numele său este legat de istoria învățământului, fiind primul din lume care a deschis o școală politehnică, la Alexandria, Egipt, unde a activat toată viața, ca profesor și conducător.

## Contribuții
A adus contribuții în geometrie, astronomie, fizică, tehnică, matematică.
A stabilit formula pentru aria rombului (ca semiprodusul diagonalelor); a determinat volumele corpurilor; a tratat problema duplicării cubului; a redat metoda de determinare aproximativă a rădăcinii cubice, a definit termeni tehnici din geometrie.
I se atribuie formula lui Heron de calcul al ariei unui triunghi cunoscând lungimile laturilor. Demonstrația lui Heron se bazează pe cinci propoziții geometrice. Prima propoziție se referă la punctul de intersecție al bisectoarelor unghiurilor unui triunghi ce constituie centrul cercului înscris în triunghi. Următoarele două propoziții se aplică triunghiurilor dreptunghice iar ultimele două patrulaterelor înscrise în cerc.

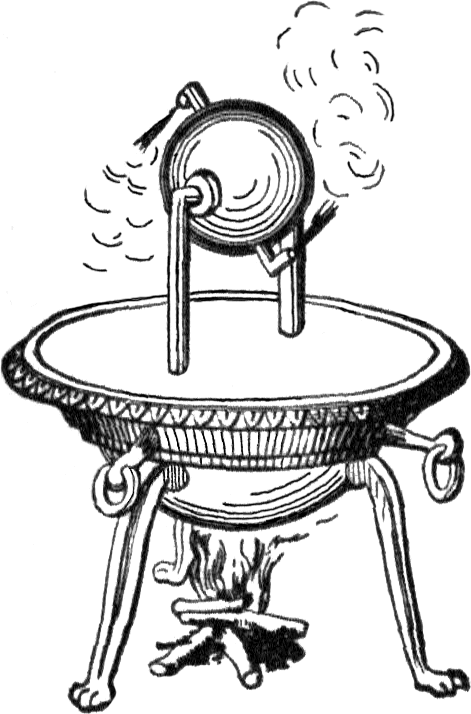
Aeolipile, reconstituirea primei mașini cu abur

## Invenții
- Diopterul - instrument optic pentru măsurări geodezice și astronomice
- Distribuitorul de apă
- Uși automate
- Mașini și turbine pe bază de abur (Este descoperitorul puterii aburului.) (Peri automatoponytikon)

## Opere
- Geometria (în matematică);
- Stereometria (în matematică);
- Katametrisis (în matematică);
- Peri ton geometrias ke stereometrias onomaton (în matematică);
- comentarii la Elementele lui Euclid (sec 3 î.e.n.) (în matematică);
- Peri automatoponytikon (despre puterea aburului);
- Geoponika (studii despre Pământ și a imaginat o metodă pentru determinarea diferenței de longitudine dintre două puncte);
- Mihanika (scrisă pentru arhitecți, prezintă mijloace de ridicare a obiectelor grele, regula paralelogramului de adunare a forțelor, mișcarea pe plan înclinat);
- Katoptrika (principiile opticii);